# Sansa (Klöster)
Die Sansa (kor. 산사, Hanja 山寺) sind buddhistische Bergklöster in Korea. Sieben von ihnen sind seit 2018 Teil des UNESCO-Welterbes in Südkorea. Die ausgewählten Tempel stehen typologisch für die buddhistischen Bergtempel Koreas; jeder Tempel repräsentiert einen unterschiedlichen Typ. Die Tempel liegen in den fünf Provinzen Chungcheongbuk-do, Chungcheongnam-do, Gyeongsangbuk-do, Gyeongsangnam-do und Jeollanam-do. Aufgrund der bergigen Topografie des Landes und der tiefen Verankerung des Buddhismus in seiner Geschichte gibt es über Süd- und Nordkorea verteilt zahlreiche Bergklöster.
Das Wort Sansa besteht aus den zwei Wörtern san und sa, die Berg und Kloster bzw. Tempel bedeuten.

## Geschichte
Der in Indien entstandene Buddhismus ist in Korea erstmals ab dem 4. Jahrhundert nachweisbar, als er durch den chinesischen Einfluss in der Region nach Korea expandierte. Vom 7. bis zum 9. Jahrhundert wurden auf der koreanischen Halbinsel zahlreiche Tempel errichtet, die aus verschiedenen Schulen des Mahayana-Buddhismus hervorgingen. Einige der Tempel wurden in urbanen Gegenden errichtet, während andere abgelegen in den Bergen erbaut wurden. Die Bergklöster Tongdosa, Buseoksa, Bongjeongsa und Beopjusa gehörten zu den ersten dieser Tempel. Sie wurden auf der Grundlage der Schulen Vinaya (Tongdosa), Avatamsaka (Buseoksa, Bongjeongsa) und Dharma-Charakter (Beopjusa) gegründet. Nach dem Aufkommen des Zen-Buddhismus (koreanisch: Seon, 선) in China im 8. Jahrhundert verbreitete sich dieser im 9. Jahrhundert im koreanischen Silla-Königreich als Reaktion auf vorangegangene große soziale Veränderungen. In Folge wurden die Klöster Magoksa, Seonamsa und Daeheungsa gegründet, die unter dieser Tradition standen. Die Prägung durch die Schulen wurde vom 7. Jahrhundert bis zum 14. Jahrhundert aufrechterhalten, verschwand jedoch ab dem 15. Jahrhundert.
Während der Buddhismus sich zuerst zu einer Mehrheitsreligion entwickelte und während der Goryeo-Dynastie sogar zur zentralen Staatsreligion aufstieg, erfuhren buddhistische Tempel unter der staatlichen Politik der Joseon-Dynastie (1392–1910), die stark vom Neokonfuzianismus geprägt war, jahrhundertelange Unterdrückung, sodass die meisten städtischen Tempel verschwanden. Die Tempel in den Bergregionen, einschließlich der gelisteten Tempel, konnten diese Zeit jedoch überstehen und ihren ursprünglichen Charakter als Stätten der religiösen und spirituellen Praxis und des täglichen Lebens der Mönche aufrechterhalten. Ihre Rolle als religiöse Stätten für Laien-Gläubige vergrößerte sich ebenfalls und es wurden weitere für die Religionsausübung erforderliche Räume und Einrichtungen geschaffen. Während der Japanischen Invasion Koreas (1592–1598) erlitten einige der eingeschriebenen Tempel enorme Schäden, während andere, nicht gelistete Tempel sogar völlig zerstört oder niedergebrannt wurden. Nach dem Krieg verbesserte sich der soziale Status der buddhistischen Mönche als Folge ihrer herausragenden militärischen Dienste. Die auf den Krieg folgenden umfangreichen Restaurierungsarbeiten an buddhistischen Klöstern wurden von Personen aus den verschiedenen Gesellschaftsschichten gefördert. Einige der Gebäude der gelisteten Tempel, die zu dieser Zeit restauriert wurden, werden heute als Teile der herausragendsten Meisterwerke buddhistischer Architektur in Korea geschätzt. Zu dieser Zeit begann sich auch die typische Form der Bergklöster herauszubilden. Der Fokus lag auf der Dharma-Halle mit Holzfußboden und der Buddha-Halle, in der ein Podestbild aufgehängt wurde. Viele der Tempel begannen zu dieser Zeit ebenfalls damit, Rituale und Zeremonien durchzuführen, die von einer großen Zahl einfacher Gläubiger besucht wurden. Auf dem Gelände der Tempel wurden Schreine errichtet, die den einheimischen Glaubensrichtungen entsprachen und an die Opfer des Krieges erinnerten. Buddhistische Rituale zur Besänftigung der Seelen der Toten fanden dort weite Verbreitung und spielten eine wichtige Rolle bei den Bemühungen um den Wiederaufbau nach dem Krieg. Bis ins 19. Jahrhundert unterliefen die Tempel stetig Veränderungen und wurden weiter ausgebaut.
Heute sind die Klöster Stätten, die materielle und immaterielle kulturelle Traditionen bis in die Gegenwart bewahrt haben. In allen Tempeln leben weiterhin Mönchsgemeinschaften (sangha) und es werden weiterhin religiöse Dienste, Riten, Zeremonien und monastische Praktiken durchgeführt, die auf buddhistischem Glauben, aber auch auf verschiedenen einheimischen Glaubensrichtungen basieren. Auch eine Vielzahl von Laiengruppen aus den lokalen Gemeinden und Städten der Regionen bringen sich in den klösterlichen Aktivitäten mit ein. Jeder der Tempel veranstaltet zudem eine Reihe von Veranstaltungen oder Festen, an denen auch Besucher teilnehmen können. Die Tradition der Meditationspraxis, einschließlich Sommer- und Winterklausuren, wird ebenfalls fortgeführt. Zur spirituellen Praxis gehört auch die gemeinschaftliche Arbeit zum Erhalt der Klostergemeinschaften. So verfügen die Tempel zum Beispiel über einen Gemüsegarten oder ein Teefeld.

## Generelle Eigenschaften
Die Gestaltung der Gelände und die Anordnung von Gebäuden und Freiflächen ist durch Anpassung an die natürlichen topografischen Gegebenheiten bestimmt. Das Herzstück der räumlichen Komposition ist der Madang, ein offener Außenbereich, der vor der Buddha-Haupthalle liegt. Der offene Raum soll die Würde und Schönheit dieser Halle betonen und spiegelt die für den koreanischen Buddhismus typische Offenheit wider. Neben seiner physischen Zentralität stellt er auch das Zentrum für religiöse Aktivitäten dar. So bietet er Raum für große Menschenmengen und dient als Verbindung zu einzelnen Gebäuden mit unterschiedlichen Funktionen. Die restlichen Gebäude sind um den Madang herum angeordnet, wobei ein sich in Eingangsnähe befindender Pavillon gegenüber der Buddha-Halle liegt. Die restlichen Gebäude beinhalten Gebäude für Gottesdienste, Meditationshallen, Andachtsräume und Schreine und Schlafsäle für die Klostergemeinschaften, eine Klosterakademie und weitere Nebengebäude und liegen auf beiden Seiten zwischen der Buddha-Halle und dem Pavillon. Es bestehen jedoch auch teilweise Unterschiede in der Bauweise, die auf die Verankerung in den verschiedenen Schulen zurückzuführen sind. Zudem gibt es Klöster, die entlang einer oder zwei Hauptachsen verlaufen und die einen offenen Hof (Madang) oder zwei offene Höfe haben. Aufgrund der geographischen und klimatischen Charakteristiken der koreanischen Halbinsel sind die Tempelgebäude im Allgemeinen nach Süden ausgerichtet, um kalte Winterwinde aus dem Nordwesten abzuhalten und kühle Sommerbrisen zu nutzen.
Die nach außen hin weitestgehend offene Bauweise der Tempel soll die Abwesenheit von Grenzen zur Natur symbolisieren. Dies stellt insbesondere einen Unterschied zu anderen ostasiatischen Tempeln dar, da die umliegenden Berge als Tempelgärten dienen. Die entlang der Waldwege zum Tempel gepflanzten Bäume werden so gewählt, dass sie sich in die örtliche Vegetation einfügen. Der dadurch entstehende fließende Übergang untermalt das Prinzip des gemeinsamen Wachstums mit der Natur. Der Grundriss der Klöster ist meist asymmetrisch, da eine Erweiterung ohne größere Eingriffe und in Harmonie mit der natürlichen Umgebung stattfinden soll. Die Klöster liegen im Allgemeinen an einer leichten Neigung, sodass die Anwesen vom Eingangstor leicht ansteigen. Je nach Lage und Umgebung lassen sich die Klöster in drei Typen einteilen: am Boden eines Tales, am Hang oder an einem Gewässer gelegen, das den Tempel durchfließt. In den Tempeln Buseoksa, Bongjeongsa, Magoksa und Daeheungsa lebt nur eine geringe Anzahl an Mönchen. Die meisten Mönche leben im Tempel Tongosa (150 im gelisteten Gebiet, 100 in der Pufferzone).

## Einzigartigkeit der Klöster
In Korea gibt es insgesamt 952 rechtlich anerkannte buddhistische Tempel (Stand: September 2016), von denen sich 785 Tempel, also 82 Prozent, in Berggebieten befinden. Nicht als Teil des UNESCO-Welterbes deklariert sind Tempel, die sich an abgelegenen Standorten befinden und nur aus einem einzigen Gebäude bestehen; Tempel, die während der formativen Periode des koreanischen Buddhismus vom 7. bis 9. Jahrhundert gegründet wurden, später aber zerstört wurden, sodass heute nur noch archäologische Überreste verbleiben; Tempel, deren Topografie um die Buddha-Halle schwer beschädigt oder drastisch verändert wurden; Tempel, die zerstört wurden und keine Authentizitätsnachweise aus dem 7. bis 9. Jahrhundert mehr besitzen; sowie Tempel, die sich zur Zeit der Auszeichnung in urbanen Gegenden befinden. Für die Eintragung wurde also ein hoher Grad an historischer Authentizität vorausgesetzt. Es wurden insgesamt 25 Tempel identifiziert, die diesen Ansprüchen genügen. Den übrigen, nicht ausgezeichneten Tempeln fehlt es an klösterlichen Einrichtungen wie einem Meditationszentrum, einem Vinaya-Seminar oder einer klösterlichen Akademie (Janggoksa-Tempel, Gwanryongsa-Tempel, Yongmunsa-Tempel, Jeondeungsa-Tempel, Gwisinsa-Tempel, Girimsa-Tempel, Muryangsa-Tempel und Muwisa-Tempel). Andere haben meist einen zentralen Hof, der erheblich umgestaltet wurde oder überhaupt keinen zentralen Hof (Naesosa-Tempel, Buryeongsa-Tempel, Seonunsa-Tempel, Unmunsa-Tempel, Sudeoksa-Tempel, Jikjisa-Tempel, Gwisinsa-Tempel, Girimsa-Tempel, Geumsansa-Tempel, Bongamsa-Tempel, Muryangsa-Tempel, Muwisa-Tempel und Beomeosa-Tempel). Aus den 25 Tempeln wurden die 7 ausgezeichneten Klöster als herausragende Vertreter identifiziert, die typologisch für die umfassenden Bergklöster Koreas stehen.
Die weiteren buddhistischen UNESCO-Welterbestätten in Südkorea sind die Seokguram-Grotte, die Tempel Bulguksa und Haeinsa, die historischen Stätten von Gyeongju und Baekje und die Festung Namhansanseong. Der Bulguksa-Tempel kann in Bezug auf die historische Kontinuität mit den buddhistischen Bergklöstern Sansa in Korea verglichen werden. Seine Bauweise unterscheidet sich jedoch in erheblichen Maße von den Sansa-Klöstern, denn er wurde auf massiven, von Menschenhand geschaffenen Steinterrassen erbaut. Die Tempelhallen und Schreine liegen zudem in geschlossenen Höfen und die Tempelanlage selbst ist von Mauern umgeben. Die besondere Bedeutung des Tempels Haeinsa liegt darin, dass er in seinen Lagergebäuden Janggyeong Panjeon die Tripitaka Koreana beherbergt. Der Grund für die Aufnahme in die Liste des Welterbes ist sein wissenschaftlicher Aufbau, der dazu beigetragen hat, die Holzblöcke über viele Jahrhunderte hinweg in perfektem Zustand zu erhalten. Er unterscheidet sich daher vom klösterlichen Charakter der Sansa. Die restlichen Stätten beherbergen lediglich buddhistische Relikte und sind keine buddhistischen Kulturstätten. Die koreanischen Sansa unterscheiden sich von chinesischen und japanischen buddhistischen Tempeln hauptsächlich durch ihre Lage am Fuße eines Berges statt in stark erhöhten Lagen und in ihrer offeneren Bauweise.
Alle sieben der gelisteten Tempel stehen unter Denkmalschutz und werden gemäß dem Gesetz zum Schutz des kulturellen Erbes (1962) und der von den jeweiligen Provinzregierungen erlassenen Verordnungen zum Schutz des kulturellen Erbes verwaltet. Bauprojekte in nähe der Klöster sind stark eingeschränkt und es gibt nur wenige äußere Faktoren, menschengemacht oder natürlich, die die Unversehrtheit der Klöster bedrohen. Die voraussichtlichen Wartungskosten für die ersten fünf Jahre nach Einschreibung auf die Welterbe-Liste wurden mit 32,5 Mio. US-Dollar bemessen.

## Liste der eingetragenen Klöster
|  | Sansa                                   | Standort         | Baujahr                    | Glaubensrichtung                                 | Eigenschaften                     | Fläche   | Ø jährl. Besucheranzahl (2011–2015) | Webseite                     |
|  | --------------------------------------- | ---------------- | -------------------------- | ------------------------------------------------ | --------------------------------- | -------- | ----------------------------------- | ---------------------------- |
|  | Tongdosa (kor. 통도사, Hanja 通度寺)    | Yangsan          | 646                        | alle einheimische koreanische Glaubensrichtungen | Mehrere Höfe; am Talboden gelegen | 7,87 ha  | 621.259 Besucher                    | http://www.tongdosa.or.kr/   |
|  | Buseoksa (kor. 부석사, Hanja 浮石寺)    | Yeongju          | 676                        | Amitabha                                         | Eine Hauptachse; am Hang gelegen  | 7,08 ha  | 759.020 Besucher                    | http://www.pusoksa.org/      |
|  | Bongjeongsa (kor. 봉정사, Hanja 鳳停寺) | Andong           | 677                        | Amitabha, Sakyamuni                              | Zwei Hauptachsen; am Hang gelegen | 5,30 ha  | 73.035 Besucher                     | http://www.bongjeongsa.org/  |
|  | Beopjusa (kor. 법주사, Hanja 法住寺)    | Landkreis Boeun  | Mitte des 8. Jhd.          | Maitreya, Sakyamuni                              | Ein Hof; am Talboden gelegen      | 11,22 ha | 692.310 Besucher                    | http://www.beopjusa.org/     |
|  | Magoksa (kor. 마곡사, Hanja 麻谷寺)     | Gongju           | Spätere Hälfte des 9. Jhd. | Sakyamuni, Avatamsaka                            | Ein Hof; am Gewässer gelegen      | 3,91 ha  | 348.514 Besucher                    | http://www.magoksa.or.kr/    |
|  | Seonamsa (kor. 선암사, Hanja 仙巖寺)    | Suncheon         | Spätere Hälfte des 9. Jhd. | Sakyamuni                                        | Mehrere Höfe; am Talboden gelegen | 9,67 ha  | 274.138 Besucher                    | http://www.seonamsa.net/     |
|  | Daeheungsa (kor. 대흥사, Hanja 大興寺)  | Landkreis Haenam | Spätere Hälfte des 9. Jhd. | Sakyamuni, Staatsschutz                          | Mehrere Höfe; am Gewässer gelegen | 10,38 ha | 189.964 Besucher                    | http://www.daeheungsa.co.kr/ |